# Liutpoldo di Baviera
Liutpoldo di Baviera o Luitpoldo (corrispondente al moderno Leopoldo) (... – Presburgo, 4 luglio 907) fu prefetto (marchese) di Baviera dal 889 alla morte e marchese di Nordgau dall'895 al 903.

## Biografia
Proveniente dalla famiglia degli Huosi o imparentato con i Carolingi per parentela con Liutwwindis, madre di Arnolfo di Carinzia, è considerato il fondatore dei Luitpoldingi, dinastia che dominò sulla Baviera e sulla Carinzia sino alla metà del X secolo.
Nell'893, Liutpoldo venne creato marchese di Carinzia e della Pannonia Superiore dall'imperatore Arnolfo, succedendo a Engildeo. Succedette al deposto Engelschalk II, (marchese) appartenente alla famiglia dei Guglielmingi. Egli estese i confini del ducato al contrario dei suoi predecessori, acquisendo presto le contee presso il Danubio e nel Nordgau, acquisendo anche Ratisbona attorno all'895, ponendosi come il più alto esponente dell'aristocrazia bavarese. Sebbene pose le basi per uno dei ducati originari, fu solo suo figlio a ottenere il titolo di duca di Baviera. Liutpoldo fu amico leale dei monarchi carolingi e li servì. Venne utilizzato per la difesa del confine ungherese e della Moravia. Nell'898, combatté contro Mojmír II, re della Grande Moravia, e contro il ribelle Svatopluk II e forzò Mojmír a divenire vassallo di Arnolfo. Nel 903, ricevette il titolo di dux Boemanorum, "Duca di Boemia".
Il 4 luglio 907, Liutpoldo morì nella battaglia di Presburgo. Venne sepolto nell'abbazia di Lorsch.

## Famiglia e figli

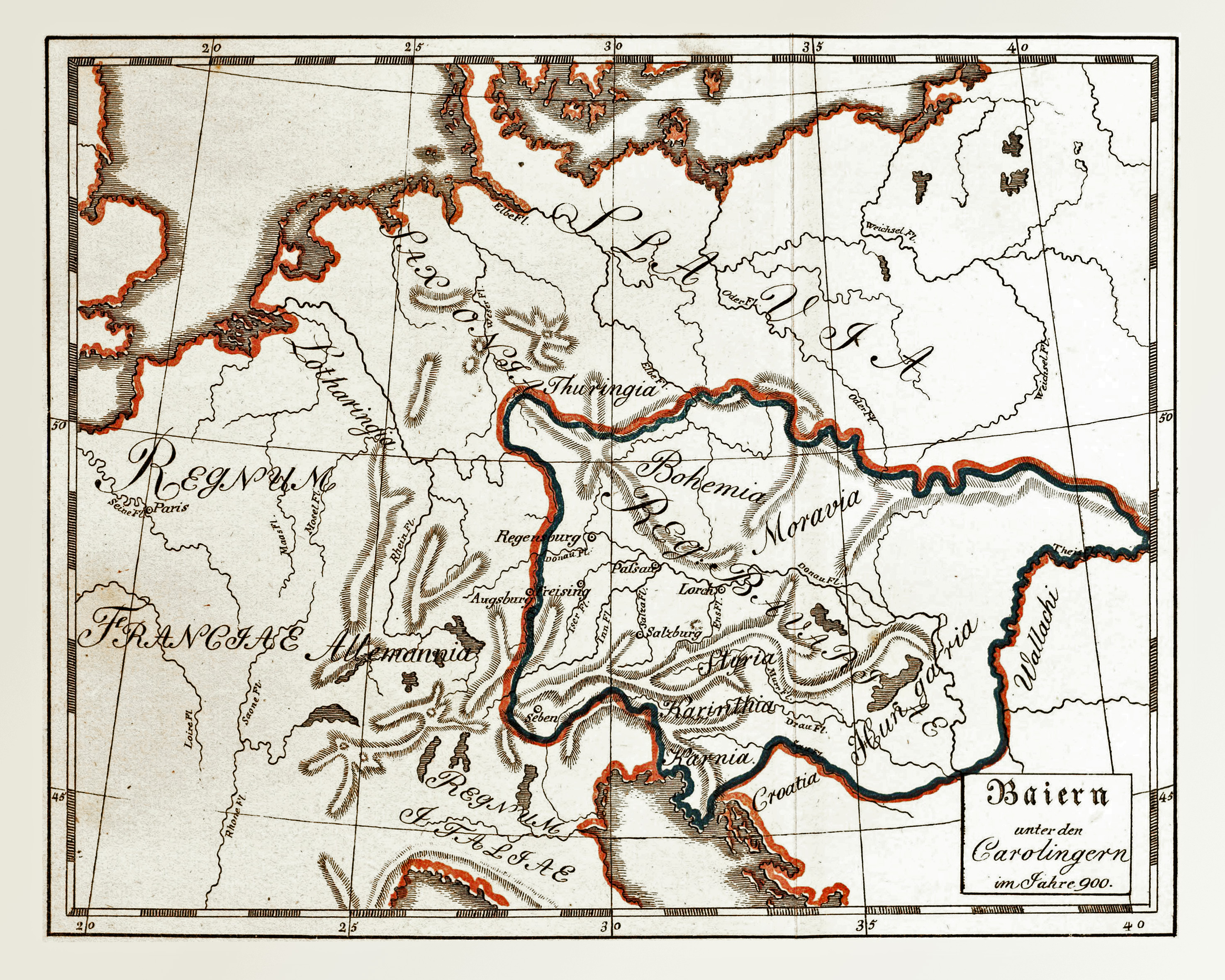
La Baviera e i territori dipendenti (compresa la Moravia) nel 900, prima della conquista ungherese.

Liutpoldo sposò Cunegonda di Svevia, figlia di Bertoldo I di Svevia, e sorella di Ercangero, duca di Svevia, della dinastia degli Alolfingi. Cunegonda sposò successivamente Corrado I di Germania nel 913.
Liutpoldo ebbe da lei due figli:
- Arnolfo[2], duca di Baviera dal 907 al 937.
- Bertoldo, duca di Baviera dal 938 al 947.

Dai discendenti, Liutpoldo venne definito spesso duca o marchese (prefetto) di Baviera; quest'ultimo titolo corrispondeva al suo reale status.